# Beffu-et-le-Morthomme
Beffu-et-le-Morthomme település Franciaországban, Ardennes megyében. Lakosainak száma 39 fő (2022. január 1.). Beffu-et-le-Morthomme Briquenay, Champigneulle, Verpel és Grandpré községekkel határos.

## Népesség
A település népességének változása:
| Lakosok száma | 80   | 51   | 54   | 71   | 76   | 51   | 48   | 46   | 44   | 39   |
|               | 1968 | 1982 | 1999 | 2006 | 2011 | 2015 | 2017 | 2018 | 2020 | 2022 |